# Proprietäre Software
Proprietäre Software bezeichnet eine Software, die das Recht und die Möglichkeiten der Wieder- und Weiterverwendung sowie Änderung und Anpassung durch Nutzer und Dritte stark einschränkt. Ursprünglich war dies durch eine Abhängigkeit der Software von der Hardware bedingt. Die Praxis, Quelltexte von Computerprogrammen unter Verschluss und damit im engeren Sinne „proprietär“ zu halten, kam mit der zunehmenden öffentlichen Verbreitung von Computern mit gleichen Mikroprozessoren in den frühen 1980er Jahren auf. Es gibt zahlreiche Mechanismen, die eine Software „proprietär“ machen und halten können: durch Softwarepatente, das Urheberrecht, Lizenzbedingungen (EULAs), das Aufbauen der Software auf herstellerspezifischen, nicht veröffentlichten Standards und die Behandlung des Quelltextes als Betriebsgeheimnis (englisch closed source).

## Geschichte
Bis in die späten 1960er waren Computer riesige und teure Mainframe-Maschinen, die in speziellen klimatisierten Räumen betrieben und eher vermietet als verkauft wurden. Service und die Software waren Zubehör und wurden bis 1969 ohne Extrakosten gestellt. Der Quelltext von Software war üblicherweise verfügbar. Nutzer, die Software entwickelten, machten diesen ebenfalls verfügbar; es existierte eine Kultur des offenen Software- und Quelltextaustausches (ähnlich der Hacker-Kultur). 1969 leitete jedoch IBM, unter dem Druck einer schwebenden Antitrust-Ermittlung, einen Wandel der Entwicklung ein: IBM entbündelte Software und Hardware und machte damit Software zum eigenständigen Produkt.
Ein zweiter Grund war das Auftauchen von Computern auf Basis standardisierter Mikroprozessoren, welche erstmals einen weltweiten Markt für binär vertriebene Software schaffte; davor gab es einen fragmentierten inkompatiblen Computer-Markt, der am ehesten über den Quelltext zu adressieren war.
In den späten 1970er und den frühen 1980er Jahren begannen die meisten Computerhersteller, den Quelltext unter Verschluss zu halten. Damit sollte verhindert werden, dass Mitbewerber die Software auf ihren Systemen einsetzen konnten. Diese Proprietarisierung der Software wurde schnell zur Norm. Später beschrieb Brewster Kahle den Wandel der rechtlichen Charakteristik von Software als Konsequenz des erlassenen U.S. Copyright Act of 1976. Robert Landley nennt die Gesetzesänderung des amerikanischen Copyright, welche ab 1983 auch binären Programmen Urheberschutz zusprach, zuvor hatte diesen nur der Programm-Quelltext. Die bis dahin blühende „Hackerkultur“ begann nun zu zerfallen. In diesem Umfeld wurde das Unternehmen Microsoft zum erfolgreichen Pionier des proprietären und kommerziellen Entwicklungs- und Vertriebsmodells für Software ohne Hardware, siehe auch Bill Gates „Open Letter to Hobbyists“ von 1976.
Beginnend im Februar 1983 führte IBM das "object-code-only"-Modell, also die Vermarktung einer Software ohne Quelltext, für eine wachsende Liste ihrer Software ein.
1980 war Richard Stallman mit anderen Programmierern am MIT angestellt und stellte fest, dass ihnen erstmals der Zugriff auf den Quelltext eines neuinstallierten Drucker-Gerätetreibers, für den Xerox 9700 Drucker verweigert wurde. Stallman hatte bei bisherigen Druckern (XGP, Xerographic Printer) die Treiber so modifiziert, dass der Nutzer elektronisch benachrichtigt wurde, wenn der Druckauftrag abgeschlossen oder steckengeblieben war. Dass es nun nicht mehr möglich war, diese nützlichen Fähigkeiten zu integrieren, überzeugte Stallman von der Notwendigkeit, Software nicht-proprietär zu halten. Dies führte letztendlich zu der Gründung der Free Software Foundation (FSF) und deren andauernden Kampagnen gegen proprietäre Software.

## Begriffsursprung und Definition der FSF
Die Free Software Foundation (FSF) und Richard Stallman, die den Begriff „proprietäre Software“ geprägt haben und aktiv verbreiten, meinen damit Software, deren Entwickler oder Vertreiber den Endbenutzern explizit Freiheitsrechte entziehen, die laut der FSF hinsichtlich Software immer gegeben sein sollten:
- die Freiheit, die Software zu untersuchen und zu ändern (z. B. entzogen durch die Nichtverfügbarkeit des Quellcodes oder Geheimhaltungsvereinbarungen)
- die Freiheit, die Software weiterzugeben (z. B. entzogen durch Kopierverbot via EULA (End User License Agreement; Vertragsregelungen) oder Geheimhaltungsvereinbarungen)
- die Freiheit, die Software für beliebige Zwecke auszuführen (z. B. entzogen durch Nutzungseinschränkungen via EULA)

Deswegen bezeichnet die FSF proprietäre Software auch als Unfreie Software, im Sinne fehlender Freiheiten oder freiheitsentziehender Software. Die FSF verwendet bewusst nicht den Begriff „Closed Source Software“, der ihr nicht weit genug geht, um das Problem zu beschreiben.
Laut FSF handelt es sich bei proprietärer Software potentiell auch um Schadsoftware, weil diese aufgrund des fehlenden Quelltexts nicht analysierbar ist und ein Nutzer deshalb blind dem Anbieter vertrauen muss. Die FSF pflegt eine Übersicht von proprietären Software-Lizenzen (wie auch nicht-proprietären).
Die FSF sieht als Gegenkonzept zu proprietärer Software die „Freiheitsgewährende Software“ (sogenannte Freie Software), Software also, die einem Nutzer mit Empfang des Computerprogramms die von der FSF als essentiell angesehenen Freiheiten gewährt.
Obwohl Kommerzialität häufig mit Proprietarität vergesellschaftet ist, lehnt die FSF die These ab, dass Programmierer berechtigt seien, Nutzern Freiheiten zu entziehen, um Gewinn zu erzielen. Allerdings ist die FSF nicht gegen kommerzielle Software, sondern unterstützt durchwegs den Verkauf von Software, wenn diese ihren Empfängern Freiheiten gewährt. Obwohl auch die FSF zugibt, dass Kommerzialisierung von Freier Software schwierig ist, sieht sie den Aspekt Kommerzialität als unabhängig von Proprietarität.

## Abgrenzung
Die FSF definiert proprietäre Software derart, dass diese nicht beliebig durch Dritte angepasst und weiterverwendet werden darf, und sieht einen klaren dualistischen Gegensatz zu freier Software unter „freien Lizenzen“. Eine entscheidende Eigenschaft von „freier Software“ laut Definition der FSF ist, dass auch deren „freie Lizenzen“ jedoch nicht „alles-ist-erlaubt“ bedeuten. Beispielsweise kann nicht-proprietäre, freie Software für Dritte die Freiheit ausgenommen haben, eine Software proprietär zu machen (z. B. durch Lizenzänderungen) oder mit proprietärer Software zusammen verwendet zu werden. Jedoch sind auch andere Anforderungen und Einschränkungen üblich; z. B. Copyleft-Lizenzen; die von der FSF empfohlene GPL erzielt dieses Ergebnis.
Die Gruppe der freizügigen Lizenzen, ebenfalls als nicht-proprietär angesehene freie Softwarelizenzen, erlauben dagegen die Relizenzierung, fordern aber die Nennung der Ursprungsautoren. Nur Software die aus dem Urheberschutz in die Public-Domain aktiv entlassen wurde oder durch Auslaufen von Schutzfristen herausgefallen ist (gemeinfreie Software), ist ohne jegliche Einschränkungen und hat somit jegliche Proprietarität verloren und erlaubt „Alles“.
Andere, wie beispielsweise die Open Source Initiative, sehen als Kerneigenschaft der proprietären Software die Nichtverfügbarkeit des Quelltextes, das Gegenmodell wäre dann quelloffene Software (englisch Open Source).
Für Software deren Quelltext verfügbar ist und die für einige, aber nicht beliebige Anwendungsfälle die Weiterverwendung erlaubt (halbfreie Software, manchmal auch „Source available“ oder „Shared Source“), gibt es kontroverse Diskussionen über deren Einordnung. Beispiel für eine solche Software wäre Photoshop 1.0.1, dessen Quelltext 2013 unter einer Lizenz veröffentlicht wurde, welche zwar eine beliebige private Verwendung erlaubt, jedoch eine kommerzielle Weiterverwendung und Weiterverbreitung ausschließt. Ein weiteres Beispiel ist das Computerspiel Allegiance dessen Quelltext unter einer nicht-kommerziellen Shared-Source-Lizenz im Jahre 2004 freigegeben wurde und nun von der Spielgemeinde selbst weiterentwickelt wird.
Auch sollte proprietäre Software nicht mit kommerzieller Software gleichgesetzt werden. Kommerzielle Software, die an Kunden verkauft oder lizenziert wird, kann sowohl proprietäre als auch freie Software (meist kombiniert mit Dienstleistungsangeboten) sein; der Unterschied ist, dass bei proprietärer Software Weiterverkauf und Anpassung eingeschränkt oder verboten sein können. Kostenlose proprietäre Software wird als Freeware bezeichnet.
Das Eigenschaftswort „proprietär“ kann auch auf Protokolle (wie z. B. für Netzwerke), APIs und Dateiformate angewandt werden.